# Jocs Asiàtics de 1974
Els Jocs Asiàtics de 1974 es van celebrar de l'1 de setembre al 16 de setembre de 1974 a Teheran, Iran.
El Complex Esportiu Azadi fou construït per als Jocs. Per primer cop se celebraren a un país de l'Orient Mitjà. Van participar-hi més de 3 mil atletes de 25 països.
Esgrima, gimnàstica i basquetbol femení foren inclosos com a nous esports. Alguns països àrabs, Pakistan, la República Popular de la Xina i Corea del Nord refusaren competir amb Israel en tennis, esgrima, basquetbol i Futbol. Abans d'iniciar els Jocs es decidí expulsar a la República de la Xina (Taiwan) i acceptar l'entrada de la República Popular de la Xina.

## Esports
| - Atletisme - Bàdminton - Basquetbol - Boxa - Ciclisme - Esgrima - Futbol - Gimnàstica | - Hoquei sobre herba - Tir olímpic - Natació - Tennis de taula - Tennis - Voleibol - Halterofília - Lluita |

## Medaller
| Posició | País            | Or  | Argent | Bronze | Total |
| 1       | Japó            | 75  | 49     | 51     | 175   |
| 2       | Iran            | 36  | 28     | 17     | 81    |
| 3       | R.P. de la Xina | 32  | 46     | 27     | 106   |
| 4       | South Korea     | 16  | 26     | 15     | 57    |
| 5       | Indonèsia       | 15  | 14     | 17     | 46    |
| 6       | Israel          | 7   | 4      | 8      | 19    |
| 7       | Índia           | 4   | 12     | 12     | 28    |
| 8       | Tailàndia       | 4   | 2      | 8      | 14    |
| 9       | North Korea     | 3   | 4      | 4      | 11    |
| 10      | Mongolia        | 2   | 5      | 8      | 15    |
| 11      | Pakistan        | 2   | 0      | 7      | 9     |
| 12      | Sri Lanka       | 2   | 0      | 0      | 2     |
| 13      | Singapur        | 1   | 3      | 7      | 11    |
| 14      | Iraq            | 1   | 0      | 3      | 4     |
| 15      | Filipines       | 0   | 2      | 11     | 13    |
| 16      | Malàisia        | 0   | 1      | 5      | 6     |
| 17      | Myanmar         | 0   | 1      | 2      | 3     |
| 18      | Kuwait          | 0   | 1      | 0      | 1     |
| 19      | Afghanistan     | 0   | 0      | 1      | 1     |
| Total   | Total           | 186 | 185    | 192    | 563   |